# As the Dark Wave Swells
As the Dark Wave Swells je peti studijski album hrvatske rock skupine, The Bambi Molesters, objavljen 2010. godine. 

## Popis pjesama
| 1.    | »As the Dark Wave Swells« | Pavičić                                | 4:34 |
| 2.    | »The Kiss-Off«            | Pavičić                                | 3:39 |
| 3.    | »Wrong Turn«              | Tomljanović, Zaborac, Furlan - Zaborac | 3:13 |
| 4.    | »Point of No Return«      | Pavičić                                | 3:58 |
| 5.    | »Into the Crimson Sunset« | Pavičić, Tomljanović                   | 3:15 |
| 6.    | »Panic Party«             | Pavičić, Tomljanović                   | 3:09 |
| 7.    | »Lazy Girls Hangout«      | Pavičić                                | 4:19 |
| 8.    | »Siboney«                 | Ernesto Lecuona                        | 3:20 |
| 9.    | »Mindbender«              | Pavičić                                | 2:26 |
| 10.   | »Thunderin' Guitar«       | J. Knettel                             | 1:40 |
| 11.   | »Rising East«             | Tomljanović, Zaborac, Furlan - Zaborac | 4:30 |
| 38:03 |                           |                                        |      |

## Produkcija
- Chris Eckman – producent, mikser, aranžmani za gudače i glazbala sa žicama
- Dalibor Pavičić, Tomaž Maras – mikseri
- Silvije Varga – izvršni producent
- Denis Blackham – mastering
- Darko Kujundžić – dizajn
- Troj Paiva, Mare Milin, Kathleen Niedospial – fotografija

The Bambi Molesters
- Dalibor Pavičić – gitara, bariton gitara
- Dinko Tomljanović – gitara, akustična gitara
- Lada Furlan - Zaborac – bas-gitara, orgulje, klavir
- Hrvoje Zaborac – bubnjevi

Gosti suradnici
- Borna Šercar – udaraljke
- Chris Eckman – mellotron
- Oliver Ereš – saksofon
- Boris Mohorić, Andrej Jakuš – truba
- Luka Benčić, Chris Cacavas  – orgulje
- Ana Paula Knapić Franković, Darko Franković, Ivan Finta, Kornelija Balaž, Martin Draušnik, Mirela Džepina, Sidonija Lebar – gudačka glazbala